# Wilkesboro
Wilkesboro és una població dels Estats Units i seu del comtat de Wilkes a l'estat de Carolina del Nord. Segons el cens del 2000 tenia 3.159 habitants.

## Demografia
Segons el cens del 2000, Wilkesboro tenia 3.159 habitants, 1.305 habitatges i 805 famílies. La densitat de població era de 221 habitants per km².
Dels 1.305 habitatges en un 27,7% hi vivien nens de menys de 18 anys, en un 46,2% hi vivien parelles casades, en un 13,9% dones solteres, i en un 38,3% no eren unitats familiars. En el 35,2% dels habitatges hi vivien persones soles el 12% de les quals corresponia a persones de 65 anys o més que vivien soles. El nombre mitjà de persones vivint en cada habitatge era de 2,16 i el nombre mitjà de persones que vivien en cada família era de 2,79.
Per edats la població es repartia de la següent manera: un 20,3% tenia menys de 18 anys, un 7,7% entre 18 i 24, un 25,6% entre 25 i 44, un 22,6% de 45 a 60 i un 23,8% 65 anys o més.
L'edat mediana era de 42 anys. Per cada 100 dones de 18 o més anys hi havia 78,6 homes.
La renda mediana per habitatge era de 40.982 $ i la renda mediana per família de 53.355 $. Els homes tenien una renda mediana de 37.931 $ mentre que les dones 23.893 $. La renda per capita de la població era de 24.300 $. Entorn del 9,8% de les famílies i l'11,6% de la població estaven per davall del llindar de pobresa.

## Poblacions més properes
El següent diagrama mostra les poblacions més properes.